# Przychód (wieś w powiecie mławskim)
Przychód – wieś w Polsce, położona w województwie mazowieckim, w powiecie mławskim, w gminie Szreńsk.
W latach 1975–1998 miejscowość należała administracyjnie do województwa ciechanowskiego.
Miejscowość położona jest u zbiegu dwóch rzek, Mławki i jej dopływu Przylepnicy.